# Atogam
Atogam est un village du Cameroun situé dans l’arrondissement (commune) de Tubah, dans le département du Mézam et dans la Région du Nord-Ouest.

## Population
Lors du recensement de 2005, on a dénombré 383 habitants, dont 152 hommes et 231 femmes.